# Vranovská Ves
Vranovská Ves é uma comuna checa localizada na região de Morávia do Sul, distrito de Znojmo.